# Morti nel 1439
| Questa pagina contiene informazioni ricavate automaticamente dalle voci biografiche con l'ausilio del template Bio e di un bot. L'aggiornamento è periodico e automatico e ricostruisce completamente la pagina. Se manca una persona in questa lista, sei pregato di non aggiungerla, ma accertati piuttosto che la sua voce biografica contenga il template Bio e che i dati anagrafici siano correttamente compilati. Se il template Bio manca, inseriscilo tu stesso o, in alternativa, metti l'avviso {{tmp\|Bio}} che ne segnala la mancanza. Se i dati riportati sono sbagliati, correggi direttamente la voce biografica; le modifiche saranno visibili in questa lista entro pochi giorni. Per chiarimenti vedi il progetto biografie. La lista contiene solo le 29 persone che sono citate nell'enciclopedia e per le quali è stato implementato correttamente il template Bio. Pagina aggiornata al 10 giu 2025. |

- 4 febbraio - Antonio Casini, cardinale e vescovo cattolico italiano
- 12 aprile - Giovanni I di Slesia, nobile polacco (n. 1385)
- 30 aprile - Richard de Beauchamp, XIII conte di Warwick, militare e politico inglese (n. 1382)
- 4 giugno - Adolfo di Essen, monaco cristiano e scrittore tedesco (n. 1350)
- 10 giugno - Giuseppe II di Costantinopoli, arcivescovo ortodosso bizantino
- 24 giugno - Federico IV d'Asburgo, nobile (n. 1382)
- 7 luglio - Margherita Gonzaga, nobile (n. 1418)
- 16 luglio - Alberto Guttuario, vescovo cattolico italiano
- 12 ottobre - Anglesia Visconti, principessa italiana (n. 1377)
- 21 ottobre - Ambrogio Traversari, presbitero, teologo e umanista italiano (n. 1386)
- 27 ottobre - Alberto II d'Asburgo, sovrano (n. 1397)
- 29 ottobre - Antoine de Vergy, militare francese (n. 1375)
- 15 novembre - Jacopo Caldora, nobile e condottiero italiano (n. 1369)
- 18 novembre - Anna di Veldenz, contessa tedesca
- 2 dicembre - Ibn al-Jazari, giurista, teologo e storico arabo (n. 1350)
- 4 dicembre - Giorgio Corner, politico e militare italiano (n. 1374)
- 17 dicembre - Maria Comnena, imperatrice bizantina (n. 1404)
- 31 dicembre - Margaret Holland, nobile inglese (n. 1385)
- Ugo Benci, medico italiano
- Shō Hashi, re giapponese (n. 1371)
- Jacobello del Fiore, pittore italiano
- Koca Mehmed Nizamüddin Pascià, politico ottomano
- Olivuccio di Ciccarello, pittore italiano
- Ludovico Pontano, giurista italiano (n. 1409)
- Pierre de Rieux, militare francese (n. 1389)
- Tebaldo Sessi, vescovo cattolico e giurista italiano (n. 1372)
- Claus de Werve, scultore olandese
- Marco da Teramo, vescovo cattolico italiano
- Ludovico di Teck, patriarca cattolico tedesco